# 常安県 (山西省)
常安県（じょうあん-けん）は、中華人民共和国山西省にかつて存在した県。現在の臨汾市蒲県南西部に相当する。
唐初に設置され、627年（貞観元年）に廃止された。